# Tetracera hydrophila
Tetracera hydrophila är en tvåhjärtbladig växtart som beskrevs av José Jéronimo Triana och Planch. Tetracera hydrophila ingår i släktet Tetracera och familjen Dilleniaceae. Inga underarter finns listade i Catalogue of Life.